# Euxoa pomazensis
Euxoa pomazensis är en fjärilsart som beskrevs av Kovacs 1947. Euxoa pomazensis ingår i släktet Euxoa och familjen nattflyn. Inga underarter finns listade i Catalogue of Life.